# Alexander Erskine, 5. Earl of Kellie
Alexander Erskine, 5. Earl of Kellie (* zwischen 1700 und 1710; † 3. April 1756 in Kellie Castle, Fife), war ein schottisch-britischer Peer.

## Leben
Alexander Erskine war der einzige Sohn des Alexander Erskine, 4. Earl of Kellie († 1710), aus dessen Ehe mit Lady Anne Lindsay († 1743), Tochter des Colin Lindsay, 3. Earl of Balcarres.
Er war noch minderjährig, als er beim Tod seines Vaters 1710 dessen schottische Adelstitel als 5. Earl of Kellie, 5. Viscount of Fentoun, 5. Lord Dirletoun und 5. Lord Erskine of Dirletoun erbte. Seine Mutter heiratete 1714 in zweiter Ehe James Seton, 3. Viscount of Kingston († 1726).
Er beteiligte sich 1745 am Jakobitenstand, wurde Colonel der jakobitischen Armee und kämpfte in den Schlachten bei Prestonpans, Falkirk und Culloden. Er ergab sich im Juli 1746 den Regierungstruppen und wurde bis Oktober 1749 auf Edinburgh Castle inhaftiert.

## Ehen und Nachkommen
1726 heiratete er in erster Ehe Louisa Moray († 1729), Tochter des William Moray, Laird of Abercairny in Perthshire. Die Ehe blieb kinderlos.
In zweiter Ehe heiratete er 1731 Janet Pitcairn († 1775), Tochter des Edinburgher Arztes Archibald Pitcairn. Mit ihr hatte er drei Söhne und drei Töchter:
- Thomas Erskine, 6. Earl of Kellie (1732–1781);
- Archibald Erskine, 7. Earl of Kellie (1736–1795);
- Hon. Andrew Erskine († 1793), Lieutenant der British Army;
- Lady Elizabeth Erskine († 1794), ⚭ (1) 1760 Walter Macfarlane of that Ilk (d. 5 Jun 1767), ⚭ (2) 1768 Alexander Colville, 7. Lord Colville of Culross;
- Lady Anne Erskine (1735–1802);
- Lady Janet Erskine († 1770), ⚭ 1863 Sir Robert Anstruther, 3. Baronet.